# Oust-Ijora
Oust-Ijora (en russe : Усть-Ижора) est une commune urbaine sous la juridiction de Saint-Pétersbourg, en Russie, faisant partie du district de Kolpino. Sa population s'élevait à 1 381 habitants en 2010.